# Cyclops finmarchicus
Cyclops finmarchicus is een eenoogkreeftjessoort uit de familie van de Cyclopidae. De wetenschappelijke naam van de soort is voor het eerst geldig gepubliceerd in 1776 door Müller O.F..